# Isachne distichophylla
Isachne distichophylla là một loài thực vật có hoa trong họ Hòa thảo. Loài này được Munro ex Hillebr. mô tả khoa học đầu tiên năm 1888.